# Halisarca nahantensis
Halisarca nahantensis är en svampdjursart som beskrevs av Chen 1976. Halisarca nahantensis ingår i släktet Halisarca och familjen Halisarcidae. Inga underarter finns listade i Catalogue of Life.